# Anasimyia transfuga
Anasimyia transfuga је инсект из реда двокрилаца који припада породици осоликих мува. 

## Опис
Дужина крила код ове врсте износи око 7 мм. Тело је тамно обојено и  има стрмо нагнуте кукасте ознаке, попут крпеља. Тешка је за идентификацију, јер доста личи на друге врсте из рода. 

## Распрострањење
Од Шведске до северних делова Француске,  од Ирске на исток кроз планинске делове централне и јужне Европе у Русију до јужних делова централног Сибира (Тува). У Србији је свега неколико пута забележена. 

## Биологија
Ова врста насељава мочварна подручја, мезотрофне баре и језера са биљкама из рода Scirpus или из рода Sparganium.  Одрасле јединке могу се забележити од маја до септембра.  

## Синоними
Musca transfuga Linnaeus, 1758